# Chus Bueno
Jesús Bueno Pascual, más conocido como Chus Bueno (nacido el 18 de octubre de 1969 en Barcelona) es un exjugador de baloncesto y dirigente deportivo español. Con 1.92 metros de estatura, jugaba en la posición de base. Desde octubre de 2022 es el máximo ejecutivo de Legends en España.

## Biografía
Es doctor honoris causa por la Lithuanian Sports University, licenciado en Ciencias del Trabajo por la UOC y de Administración y dirección de Empresas por la Universidad de Valencia. Posee además varios master entre los que destaca el Executive MBA de la Universidad de Barcelona.

### Trayectoria como jugador
Chus Bueno entró a formar parte de las categorías inferiores del FC Barcelona en 1985 compartiendo equipo con la generación de Ferran Martínez y Santi Abad. Llegó a debutar con el primer equipo del FC Barcelona en la temporada 1988-89. La temporada siguiente fichó por el Atlético de Madrid de baloncesto de Primera División española. Tras permanecer un año en el equipo madrileño fichó por el CB Llíria la temporada 1990-91, también de Primera División. Esta temporada el equipo valenciano consiguió ganar el Campeonato y el ascenso a la Liga ACB, categoría en la que estaría dos temporadas. Durante la pretemporada de su segundo año en la ACB con el Ferrys Llíria, a Chus Bueno se le detectó una lesión en ambas rodillas, lesión que le supondría la retirada del baloncesto profesional a los 26 años. Tras el descenso del Ferrys Llíria, Chus Bueno ficha por el Pamesa Valencia (temporada 1993-94) pero la lesión en las rodillas ya le impide rendir a gran nivel. Sus dos últimos clubes como profesional (Liga EBA) son el Ópticas Gandia (temporada 1994-95) y el Club Bàsquet Mollet (1995-96), combinando su actividad de jugador con la Asociación de Baloncestista Profesionales de la que ya es miembro de la junta directiva, tras los cuál se retira de la práctica del baloncesto profesional.

### Trayectoria como directivo
Paralelamente a su etapa como jugador, Chus Bueno se integra en la Asociación de Baloncestistas Profesionales (ABP) entidad de a que es nombrado Vicesecretario General en 1995 y Secretario General en 1997. También ocupa cargos en como la Union Basketteurs d’Europe (UBE), de la que es Secretario General entre 1998 y 2005 y más tarde Vicepresidente y Secretario General. A finales de 2006 empieza a trabajar como Director Ejecutivo en la Federación Española de Baloncesto (FEB) con José Luís Sáez.
En 2007 dirigen en la Federación formando parte del Eurobasket 2007 en el momento de mayor auge histórico de la selección española de baloncesto. Los años de Bueno en la FEB coinciden con el equipo masculino sénior de los hermanos Pau Gasol y Marc Gasol, Juan Carlos Navarro, José Calderón, Rudy Fernández, Carlos Jiménez y Jorge Garbajosa entre otros, donde consiguen los mayores éxitos de la selección: la medalla de oro del FIBA World Championship de Japón en 2006, la medalla de plata en el Eurobasket 2007 de España, la medalla de plata en los Juegos Olímpicos de Pekín 2008 y la medalla de oro del Eurobasket 2009 en Polonia.
Además de lo anterior, en mayo de 2008 también es nombrado Director de la Candidatura por el World Basketball Championship de 2014, candidatura que resultó vencedora.
En septiembre de 2010 entra a formar parte de la National Basketball Association, donde ocupó el cargo de Vicepresidente de Basketball Business Operations en la región de EME (Europa y Oriente Medio)